# Un-Nova

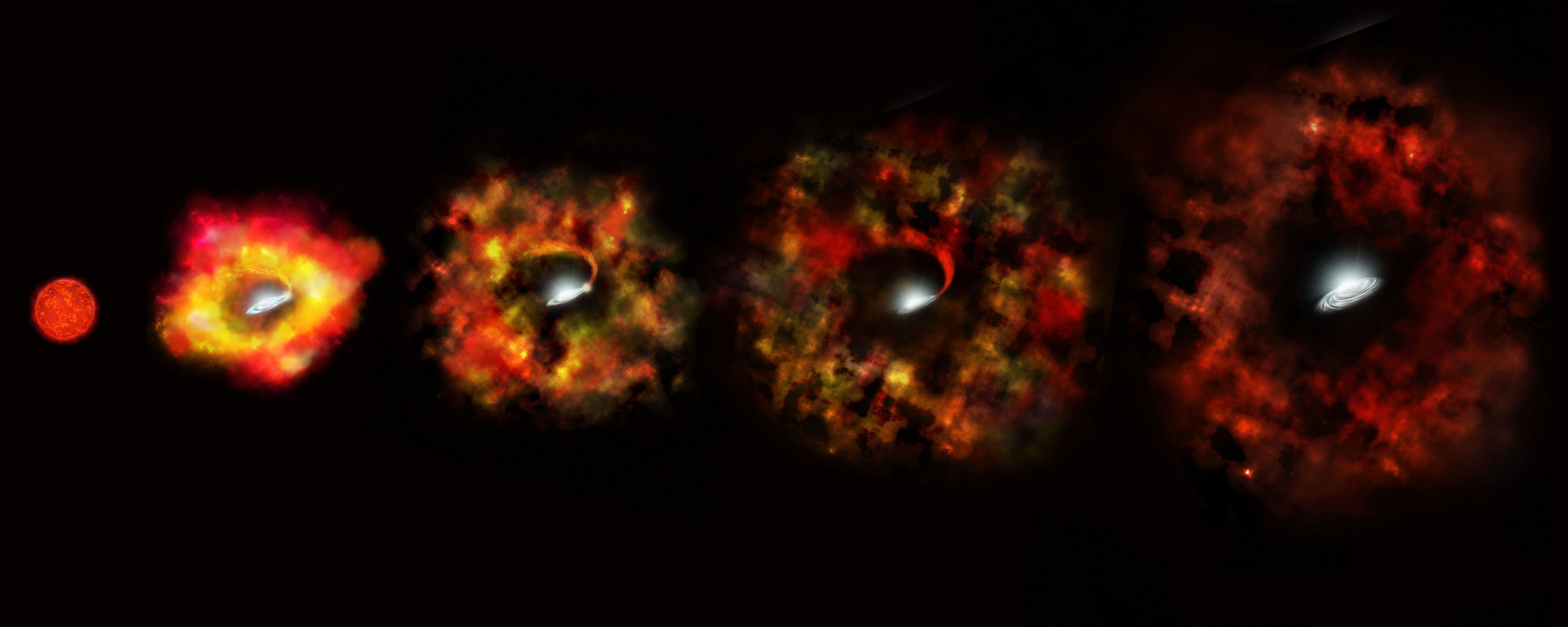
Künstlerische Darstellung einer dunklen Supernova. Quelle: NASA

Der Begriff der Un-Nova bzw. Unnova beschreibt den direkten Gravitationskollaps eines massiven Sterns in ein Schwarzes Loch ohne die Abgabe elektromagnetischer Strahlung in Form einer Supernova. Un-Novae werden auch als fehlgeschlagene Supernovae bezeichnet. Dieses hypothetische Ereignis könnte die Beobachtung erklären, dass das interstellare Medium geringer mit Metallen angereichert ist, als zu vermuten wäre, wenn alle Sterne oberhalb von acht Sonnenmassen in einer Supernova explodieren. Alternative Bezeichnungen für Unnova sind dunkle (dark) Supernova oder fehlgeschlagene (failed) Supernova.

## Voraussetzungen
Ein massiver Stern kann nach der Nukleosynthese von Eisen in seinem Kern keine Energie mehr durch  weitere Kernfusionen erzeugen, da die Synthese von Elementen jenseits des Eisens endotherme Reaktionen wären, die mehr Energie verbrauchen als sie erzeugen. Damit fehlt der Strahlungsdruck, um den Stern an einem Gravitationskollaps zu hindern, und der Kern kollabiert in einen Protoneutronenstern unter der Emission von Neutrinos. Dabei läuft eine Stoßfront durch die Atmosphäre des Sterns, die sich aufgrund der Dissoziation von schweren Elementen festläuft.
Wenn zurückfallende Materie den Protoneutronenstern über die Tolman-Oppenheimer-Volkoff-Grenze treibt oder der Neutronenstern durch Abkühlung genügend thermische Energie verliert und deshalb den Kernkollaps nicht mehr abwenden kann, kann der Kollaps in ein schwarzes Loch erfolgen. Kollabiert der Protoneutronenstern sehr schnell in ein schwarzes Loch, dann kann das Ergebnis eine Un-Nova sein, bei der keine oder nur geringe elektromagnetische Strahlung emittiert wird. Diese Ereignisse unterliegen allerdings großen Unsicherheiten, weil die Zustandsgleichung hochverdichteter Materie nicht genau bekannt ist.

## Unnovae bei Roten Überriesen
Bei der Entstehung eines schwarzen Loches aus einem Roten Überriesen könnte es zu einer 3–10 Tage andauernden Explosion mit einer Leuchtkraft von um die 1034 Joule/s bei einer Oberflächentemperatur von 10.000 K kommen. Ein solches Ereignis wird als fehlgeschlagene Supernova (engl. failed supernova) bezeichnet.
Auch wenn eine fehlgeschlagene Supernova bisher noch nicht beobachtet wurde, so gibt es doch zwei Indizien für ein derartiges Verhalten:
1. bei Kernkollaps-Supernovae sind bisher keine Rote Riesen mit über 16,5 Sonnenmassen als Vorläufersterne gefunden worden.
2. die Überreste aus den Supernovaeexplosionen sind entweder ein Neutronenstern mit 1,4 Sonnenmassen oder ein schwarzes Loch mit über fünf Sonnenmassen. Diese Dichotomie lässt sich als eine Folge von fehlgeschlagenen Supernovae interpretieren.[5]
3. Die Supernovarate ist deutlich geringer als der erwartete Wert, wenn alle Roten Überriesen in einer Kernkollaps-Supernova enden würden[6]

Andere Autoren kommen bei ihren Berechnungen zu dem Ergebnis, dass sich bei dem Kernkollaps von Roten Hyperriesen statt einer Un-Nova ein Transient entwickelt, der eher einer Leuchtkräftigen Roten Nova ähnelt und Materie mit einer Geschwindigkeit von „nur“ 100 km/s statt bis zu 20.000 km/s ausstößt. 

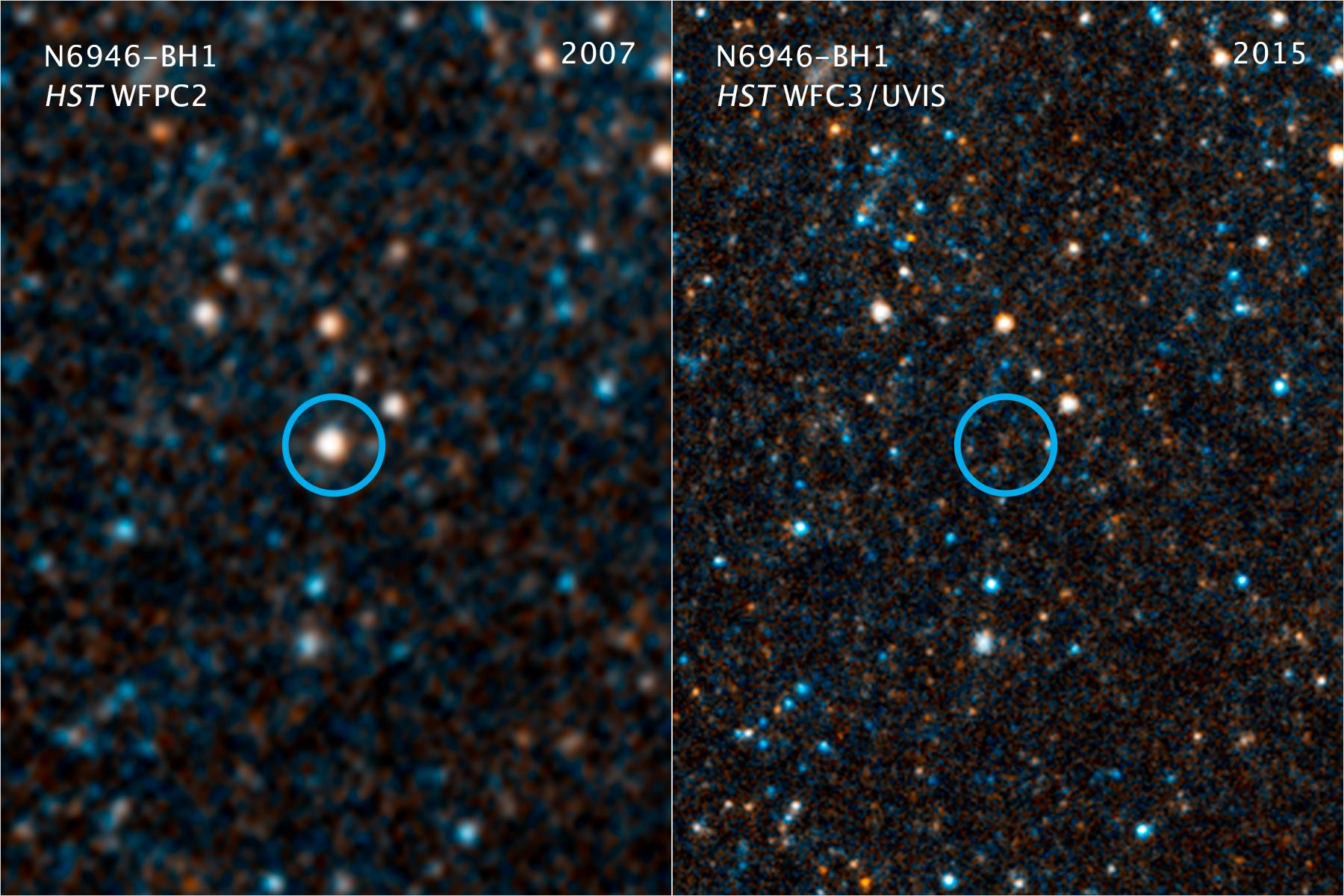
Zwei Kompositaufnahmen aus dem optischen und Infraroten zeigen N6946-BH1 vor und nach dem Ausbruch. Quelle NASA Hubble Space Telescope Institute

Alternativ könnte eine fehlgeschlagene Supernova auch zunächst einem Supernova-Impostor ähneln. Diese Ausbrüche leuchten mit einer Helligkeit von um 10.000.000 Sonnenleuchtkräfte für ein paar Tage auf und werden durch einen Supernova Shock Breakout verursacht. Danach leuchtet der Gaukler (engl. Impostor) für ein Jahr mit einem Zehntel der vorherigen Leuchtkraft und entwickelt dabei eine Staubhülle, die zu einem Anstieg der Helligkeit im Infraroten und Abfall im Optischen führt. Währenddessen hat der Kollaps im Inneren der Staubhülle stattgefunden und in der Folge nimmt die bolometrische Helligkeit stetig ab. Der nicht mehr nachweisbare Transient N6946-BH1 in der Spiralgalaxie NGC 6946 könnte eine dunkle Supernova gewesen sein.